# Куриный бульон для души
«Куриный бульон для души» (англ. "Chicken Soup for the Soul") — серия книг, состоящих из коротких рассказов и мотивирующих эссе. Каждая книга включает в себя 101 рассказ или эссе. Первая книга была написана мотивационным оратором Джеком Кэнфилдом и его коллегой — мотивационным оратором, тренером[чего?] и писателем Марком В. Хансеном.
Первая книга опубликована 28 июня 1993 года.
Серия «Куриный бульон для души» насчитывает свыше двухсот пятидесяти наименований книг[чего?] для разных целевых аудиторий. 
Книги серии переведены на 43 языка и опубликованы в более чем ста странах мира. Всего в мире продано более 500 млн экземпляров. Многие книги в соответствии с принципами маркетинга направлены на определённые группы людей: например, для матерей ("Chicken Soup for the Mother’s Soul"), детей 9-12 лет ("Chicken Soup for the Preteen Soul"), для заключённых ("Chicken Soup for the Prisoner’s Soul"), ("Chicken Soup for the Soul: Tough Times, Tough People"), бабушек и дедушек (Chicken Soup for the Grandparent’s Soul), подростков (Chicken Soup for the Soul: Teens Talk Relationships), отцов (Chicken Soup for the Soul: Thanks Dad).
В 2007 году американский ежедневник USA Today назвал первую книгу серии «Куриный бульон для души» одной из пяти самых впечатляющих книг за последние 25 лет (наряду с книгами о Гарри Поттере и романами Дэна Брауна).

## История
Идея первой книги «Куриный бульон для души» принадлежит Джеку Кэнфилду, который в течение сорока лет на своих семинарах и тренингах по развитию использовал реальные истории. Клиенты Джека по его словам активно интересовались его рассказами, тогда Кэнфилд решил написать книгу. Позже к работе подключился Марк Хансен.
На её издание  ушло три года. Авторы получили отказы от ста сорока четырёх издателей, прежде чем  небольшое издательство согласилось её опубликовать при условии, что будет продано не менее 20 тысяч экземпляров. В итоге через 1,5 года было продано 1,3 млн экземпляров. Со временем «Куриный бульон» стал одним из самых успешных мотивационных издательских проектов.
Теперь «Куриный бульон для души» - это бренд, продающий продукцию, нацеленную на массового потребителя: от продуктов питания и медиапродукции до кормов для домашних питомцев.
Ежегодно в серии выходит порядка десяти новых книг.

## В мире

### «Куриный бульон» в России
В 2004 году права на данную серию купило издательство «АСТ». Тогда же вышла первая книга на русском языке. Редакторы решили не сохранять оригинальное название серии, решив, что российский читатель не поймёт аллюзии куриного бульона к лекарству и назвали серию «Бестселлер №1 в мире».
В июне 2015 года права на серию перекупило издательство «Эксмо». За два месяца до выхода первой книги был запущен вирусный маркетинг для повышения узнаваемости серии.